# Дом Кожевникова
Дом Кожевникова — доходный дом, построенный в 1834—1835 годах в стиле русского классицизма по проекту архитектора П. Ф. Воцкого. Расположен в Санкт-Петербурге по адресу Невский проспект, 51. Дошёл до нашего времени практически без изменений.

## История
Дом был возведён в 1834—1835 для гвардии поручика Кожевникова архитектором П. Ф. Воцким.
В 1855—1856 годах в одной из квартир дома, выходящих во двор, жил Иван Александрович Гончаров. Именно здесь писатель работал над романом «Обломов».
В начале XX века дом купил купец первой гильдии Соловьёв, владевший на то время несколькими строениями в этом районе Невского проспекта, открывший в особняке филиал гостиницы «Большая Северная» и синематограф (кинотеатр) «Мулен Руж». Также в бывшем доме Кожевникова в разное время располагались банкирский дом П. Ефимова и магазин обуви товарищества «Скороход».
По состоянию на 1928 год в доме располагалась фото-художественная студия «Красная светопись» петербургского художника Юрия Михайловича Хидекеля.
В настоящее время в доме располагается художественная галерея «Дельта».